# Marek Červený
Marek Červený (* 27. dubna 1993, Hradec Králové, Česko) je český hokejista.

## Hráčská kariéra
S hokejem začínal v mateřském klubu HC VCES Hradec Králové, kde postupně prošel všemi mládežnickými kategoriemi. V "A" týmu mužů v 1. lize debutoval v 17 letech, ještě jako dorostenec. Jeho talent neunikl ani trenérům mládežnických reprezentačních výběrů, do kterých byl pravidelně nominován. V létě 2013 absolvoval kemp v Karlových Varech u juniorského týmu, který hraje ruskou MHL. Tam neuspěl a zamířil do Švýcarska, kde by měl hrát jednu z nižších soutěží.

## Odehrané sezóny
- 2009–2010 HC VCES Hradec Králové – starší dorost (extraliga)
- 2010–2011 HC VCES Hradec Králové – starší dorost (extraliga), muži (1. liga), junioři (Noen ELJ – baráž)
- 2011–2012 HC ČSOB Pojišťovna Pardubice – junioři (Noen ELJ)
- 2012–2013 Královští lvi Hradec Králové – junioři (Noen ELJ – baráž), muži (1. liga)
- 2012–2013 HC Vlci Jablonec nad Nisou – muži (2. liga)

## Reprezentace
- 2008–09 – Česko U16 – 8 zápasů – 1 body za 1 asistenci
- 2009–10 – Česko U17 – 6 zápasů – 0 bodů
- 2011–12 – Česko U19 – 3 zápasů – 0 bodů
- 2011–12 – Česko U20 – 1 zápas – 0 bodů